# Смирнов Олександр Петрович
Олександр Петрович Смирнов (партійний псевдонім «Фома») (9 вересня 1877, село Нікола Васильєвської волості Тверської губернії, тепер Тверської області, Російська Федерація — розстріляний 10 лютого 1938, місто Москва, тепер Російська Федерація) — радянський партійний діяч, секретар ЦК ВКП(б), народний комісар землеробства РРФСР, 1-й заступник голови Ради народних комісарів РРФСР. Депутат Установчих зборів Російської Республіки в 1917 році. Член ВЦВК, ЦВК СРСР. Кандидат у члени ЦК РСДРП (РСДРП(б)) у 1907—1917 роках. Член ЦК ВКП(б) у квітні 1922 — 12 січня 1933 року. Член Організаційного бюро ЦК ВКП(б) з 2 червня 1924 по 26 червня 1930 року. Кандидат у члени Організаційного бюро ЦК ВКП(б) з 13 липня 1930 по 12 січня 1933 року.

## Життєпис
Народився в бідній селянській родині. У дитинстві був пастухом. З шістнадцятирічного віку працював на ткацькій фабриці в Твері, також відвідував школу. У 1895 році переїхав до Санкт-Петербурга, працював на ткацькій фабриці
З 1896 року — в революційному соціал-демократичному русі. Член РСДРП з 1898 року.
У 1898 році заарештований і висланий із Санкт-Петербурга. З 1898 року працював на ткацькій фабриці в Твері. У 1900 році висланий на рік до Новгорода. У 1901 році переїхав до Твері, працював ткачом на ткацькій фабриці, створив робітничий гурток, вів нелегальну революційну діяльність.
У 1903 році заарештований, до 1904 року перебував у в'язниці.
У 1904 році повернувся до Твері, увійшов до складу Тверського комітету РСДРП, працював у нелегальній підпільній друкарні. Учасник російської революції 1905—1907 років в Твері. У 1905 році обраний товаришем (заступником) голови Тверської ради і начальником бойових дружин.
Після поразки революції переїхав до Санкт-Петербурга, займався підпільною роботою, обирався до складу Санкт-Петербурзького комітету РСДРП. Був делегатом Стокгольмського і Лондонського з'їздів РСДРП. У червні 1907 року обраний кандидатом у члени ЦК РСДРП, у січні 1912 року — кандидатом у члени ЦК РСДРП(б).
У 1907 році був заарештований і через рік висланий до Устьсисольська. У 1908 році втік із заслання до Санкт-Петербурга, але невдовзі заарештований і повернутий до Устьсисольська. Після завершення заслання переїхав до Москви, де вів підпільну революційну роботу. Знову заарештований і висланий на три роки у Нарим.
У 1914—1917 роках — в російській армії, служив шофером у російських окупаційних військах у Персії.
У 1917 році — голова Богородської ради Московської губернії, член президії Московської губернської ради робітничих депутатів.
У жовтні 1917 — 1919 року — член колегії Народного комісаріату внутрішніх справ РРФСР, товариш (заступник) народного комісара внутрішніх справ Російської РФСР.
У 1919—1923 роках — заступник народного комісара продовольства РРФСР.
7 липня 1923 — 16 лютого 1928 року — народний комісар землеробства РРФСР.
Одночасно, з осені 1923 по весну 1928 року — генеральний секретар Селянського Інтернаціоналу.
30 липня 1925 — 20 лютого 1928 року — заступник голови Ради народних комісарів РРФСР.
20 лютого 1928 — 3 листопада 1929 року — 1-й заступник голови Ради народних комісарів РРФСР.
11 квітня 1928 — 26 червня 1930 року — секретар ЦК ВКП(б).
У 1930—1931 роках — член президії Вищої ради народного господарства (ВРНГ) СРСР і голова Союзліспрому.
У 1931—1933 роках — голова Всесоюзної ради у справах комунального господарства при ЦВК СРСР.
У 1933 — березні 1937 року — начальник відділу заводів первинної обробки пеньки Народного комісаріату легкої промисловості СРСР.
У грудні 1934 року виключений з ВКП(б) як учасник опозиційної «групи Смирнова—Ейсмонта—Толмачова».
10 березня 1937 року заарештований органами НКВС. Засуджений Воєнною колегією Верховного суду СРСР 8 лютого 1938 року до страти, розстріляний 10 лютого 1938 року. Похований на полігоні «Комунарка» біля Москви.
У липні 1958 року реабілітований, 1960 року посмертно поновлений у партії.